# Griesberg
Griesberg este o arie protejată (arie specială de conservare — SAC, sit de importanță comunitară — SCI) din Germania întinsă pe o suprafață de 18,02 ha, integral pe uscat.

## Localizare
Centrul sitului Griesberg este situat la coordonatele 50°35′57″N 6°38′23″E / 50.5992°N 6.6397°E.

## Înființare
Situl Griesberg a fost declarat sit de importanță comunitară în martie 2001 pentru a proteja 2 specii de animale. Situl a fost protejat și ca arie specială de conservare în decembrie 2004.

## Biodiversitate
Situată în ecoregiunea continentală, aria protejată conține 2 habitate naturale: Pajiști uscate europene, Pajiști calaminariene cu Violetalia calaminariae.
La baza desemnării sitului se află mai multe specii protejate de  mamifere (2): liliac de iaz (Myotis dasycneme), liliac comun (Myotis myotis).
Pe lângă speciile protejate, pe teritoriul sitului au mai fost identificate 2 specii de plante, 3 specii de mamifere, 6 specii de nevertebrate, 1 specie de reptile.